# Ludmiła Pawliczenko
Ludmiła Pawliczenko z domu Biełowa (ur. 29 czerwca?/12 lipca 1916 w Białej Cerkwi, zm. 27 października 1974 w Moskwie) – radziecka snajper.

## Życiorys
Pawliczenko urodziła się 12 lipca 1916 roku w Białej Cerkwi. Jej ojcem był ślusarz Michaił Biełow a matką nauczycielka Jelena Biełowa. W wieku 16 lat przeniosła się z rodziną do Kijowa, gdzie zapisała się do szkoły snajperskiej Osoawiachimu. Mocno zaangażowała się w jej działalność, spędzając dużo czasu na ćwiczeniach, a następnie zdobywając w zawodach medale i dyplomy. W 1932 roku wyszła za mąż za Aleksieja Pawliczenkę i w tym samym roku urodziła syna Rostisława (1932-2007), wkrótce jednak rozwiodła się.
W młodości skakała ze spadochronem i pilotowała samolot, brała także udział w zawodach strzeleckich z dobrymi rezultatami. W 1937 roku rozpoczęła studia historyczne na Uniwersytecie Kijowskim, które przerwał wybuch wojny (ukończyła wówczas 4. rok studiów).

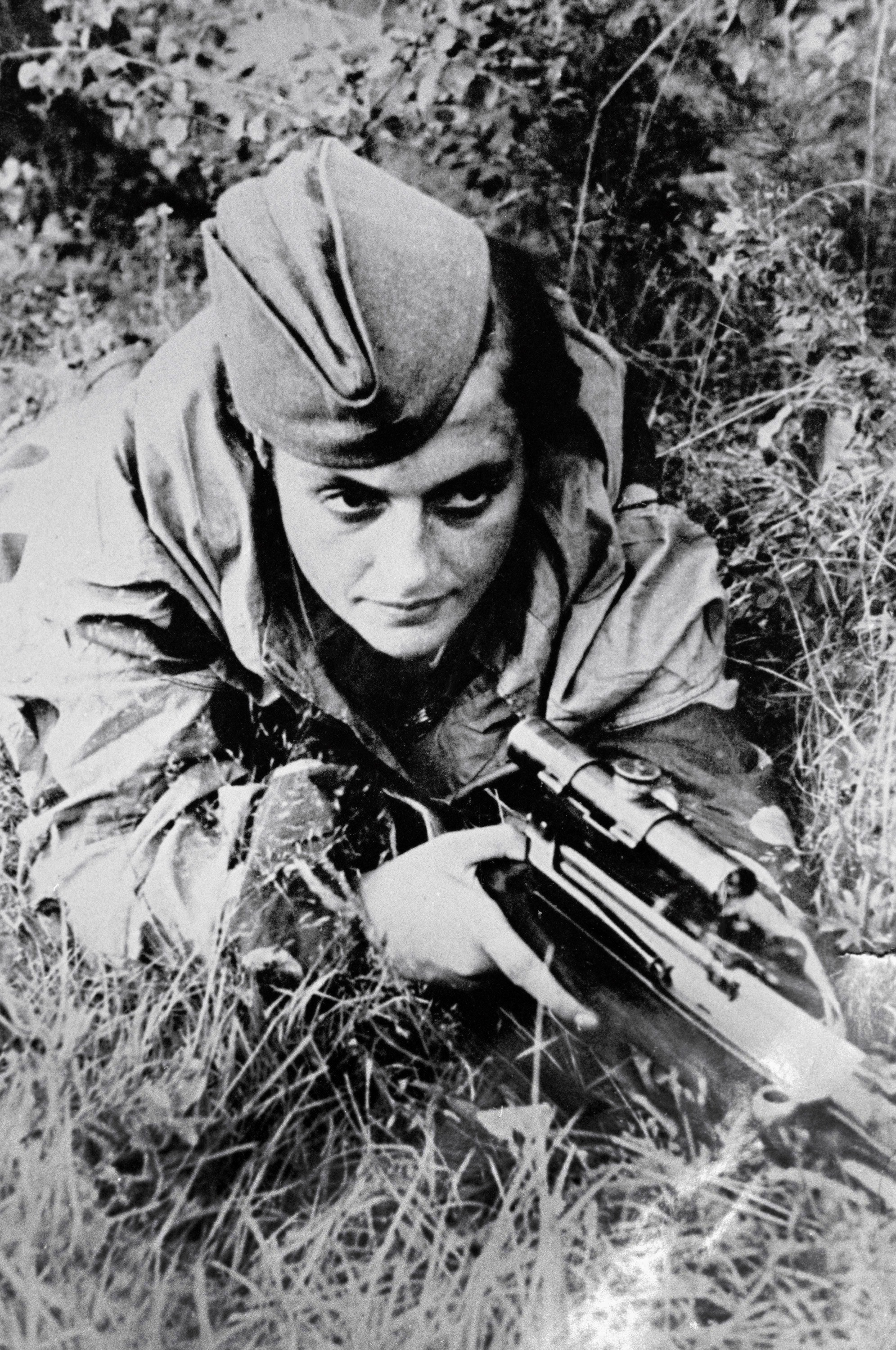
Ludmiła Pawliczenko w 1942

W chwili rozpoczęcia niemieckiego ataku na ZSRR przebywała w delegacji w Odeskiej Bibliotece Publicznej w charakterze starszego pracownika naukowego. 23 czerwca 1941 roku Pawliczenko jako ochotnik zgłosiła się do służby w armii. Dzięki ukończeniu szkoły snajperskiej w Kijowie zdołała przekonać urzędników rekrutacyjnych do skierowania jej do oddziału jako snajpera i została przydzielona do 25. Dywizji Strzeleckiej.
Swoje pierwsze trafienie zaliczyła 8 sierpnia w pobliżu Bielajewki, używając karabinu Mosin. Następnie walczyła dwa i pół miesiąca w obronie Odessy, gdzie uzyskała 187 trafień. Gdy Rumuni zdobyli Odessę, została przeniesiona do Sewastopola. Podczas walk w Odessie została trzykrotnie ranna, za zasługi otrzymała awans na starszego sierżanta, a w czasie ośmiomiesięcznej obrony Sewastopola na podporucznika i została także przydzielona do szkolenia innych snajperów. W maju 1942 roku miała już 257 trafień, ale w czerwcu została ciężko ranna w wyniku eksplozji pocisku moździerzowego i ewakuowana z Sewastopola do Noworosyjska. Wkrótce potem Sewastopol został zdobyty, a większość żołnierzy jej dywizji zginęła.
Po rehabilitacji nie powróciła na front, ale została wysłana w podróż po Wielkiej Brytanii, Stanach Zjednoczonych i Kanadzie, by wygłaszać odczyty wzywające do zaangażowania się w wojnę i otwarcia frontu zachodniego. Była pierwszym obywatelem radzieckim przyjętym przez prezydenta USA, który wręczył jej rewolwer Colta, w Kanadzie podarowano jej strzelbę Winchester, którą można oglądać w Muzeum Broni w Moskwie. W czasie wizyty w USA poznała Eleonorę Roosevelt, która odwiedziła ją w 1957 roku w czasie podróży do ZSRR.
Pawliczenko po powrocie z USA została instruktorem w szkole snajperów pod Moskwą, uzyskała stopień majora oraz została odznaczona orderem Złotej Gwiazdy Bohatera Związku Radzieckiego.
Była jedną z 2000 kobiet-snajperów w Armii Czerwonej i jedną z 500, które przeżyły wojnę. Twierdziła, że w czasie II wojny światowej trafiła 309 żołnierzy, w tym 36 snajperów wroga.
W październiku 1944 roku powróciła na Uniwersytet Kijowski i podjęła studia na 5. roku historii, broniąc pracę magisterską poświęconą Bohdanowi Chmielnickiemu, a po ich ukończeniu do emerytury pracowała naukowo jako historyk dla dowództwa Marynarki Wojennej, a od 1956 roku udzielała się w nowo utworzonym Komitecie Weteranów Wojny.
Zmarła 27 października 1974 roku.

## Odznaczenia
- Bohater Związku Radzieckiego
- Order Lenina (dwukrotnie)

## Upamiętnienie
Po śmierci jej imieniem nazwano statek Ministerstwa Gospodarki Rybnej ZSRR, jedną z ulic w centrum Sewastopola oraz szkołę nr 3 w Białej Cerkwi. Została również przedstawiona na dwóch znaczkach radzieckiej poczty.
O wojennych losach Ludmiły Pawliczenko opowiada rosyjsko-ukraiński film Bitwa o Sewastopol (Битва за Севастополь), w ukraińskich kinach wyświetlany pod tytułem „Niezłomna” („Незламна”). Jego premiera miała miejsce 2 kwietnia 2015 roku, a rolę Pawliczenko zagrała rosyjska aktorka Julia Pieriesild.

## Kontrowersje
Z powodu zniszczenia archiwum Samodzielnej Armii Nadmorskiej większość informacji o jej służbie z początkowego okresu wojny jest znana z jej własnej relacji. Z tego powodu w jej życiorysie historycy wykrywali nieścisłości, m.in. dotyczące miejsca w Odessie, w którym miał walczyć jej pułk, a także dotyczące organizacji jednostek snajperskich (podawała przydział do plutonu snajperskiego, chociaż nie istniały one wówczas w Armii Czerwonej) czy terminu ewakuacji z Sewastopola. Wątpliwość budziło również, że pierwsza relacja prasowa poświęcona Pawliczenko powstała, gdy miała już uśmiercić blisko 200 Niemców, a co więcej za swoje zasługi w walkach w Odessie nie została przedstawiona do żadnego odznaczenia, mimo że odznaczano żołnierzy, którzy zabili już 10 wrogów. Po analizie fotografii z podróży po krajach zachodnich podano w wątpliwość także brak blizn po czterech doznanych urazach głowy. Sama Pawliczenko początkowo twierdziła też, że w trakcie oblężenia Sewastopola zginął jej mąż i syn, jednak z mężem rozwiodła się jeszcze przed wybuchem wojny, a syn zmarł dopiero w 2007 roku. Pojawiają się także sprzeczności jej własnych relacji – według samej siebie trzysetne trafienie osiągnęła w swoje urodziny 12 lipca 1942, jednak według innej relacji ewakuowana została ranna już 22 czerwca. Podczas swoich podróży po krajach zachodnich (Anglia, Kanada, USA) stale odmawiała jakichkolwiek pokazów i nie strzelała – strzelał tylko towarzyszący jej podczas turnusu Władimir Pczelincew. Kiedy raz dała się przekonać do strzelania, jak stwierdził Pczelincew strzelała tylko „na odczepnego”.